# Premio Nadar
El Premio Nadar es un galardón anual otorgado por un jurado de expertos editoriales y fotoperiodistas al mejor libro de fotografía editado en Francia. El premio fue creado en 1955 por el grupo fotográfico Gens d'Images fundado por Albert Plécy y Paul Almásy y hace referencia al pseudónimo de Gaspard-Félix Tournachon, un fotógrafo francés que vivió desde 1820 a 1910.

## Ganadores
- Werner Bischof en 1955 por Japón.
- Fulvio Roiter en 1956 por Ombrie.
- William Klein en 1957 por New York.
- Michel Cot en 1958 por La glace à deux faces.
- Serge Moulinier en 1959 por L'ordre grec.
- Emil Schulthess en 1960 por Afrique.
- Jean Dieuzaide en 1961 por Catalogne romane.
- Alexander Liberman en 1962 por Les maitres de l'art contemporain.
- Gilles Ehrmann en 1963 por Les inpirés et leurs demeures.
- André Jammes en 1964 por Charles Nègre photographe.
- Madeleine Hours en 1965 por Les secrets des chefs-d'oeuvre.
- Sam Haskins en 1966 por Cowboy Kate.
- Erich Lessing en  1967 por L'Odyssée.
- John Craven en 1968 por Deux cents millions d'americains.
- Erwin Fieger en 1969 por Treize photo-essais.
- Etienne Sved en 1970 por Provence des campaniles.
- Henri Cartier-Bresson en 1971 por Vive la France.
- Jean-Marie Baufle y Philippe Varin en 1972 por La chase photographique.
- André Kertész en 1973 por Soixante ans de photographies.
- Gina Lollobrigida en 1974 por Italia mia.
- Colectivo VU en 1975 por Par Life.
- Georg Gerster en 1976 por La terre de l'homme.
- André Martin en 1977 por Les noires vallées du repentir.
- Josef Koudelka en 1978 por Gitans. La fin du voyage.[2]
- Richard Avedon en 1979 por Photographies 1947-1977
- Hermanos Séeberger en 1980 por La France vue par les frères
- Willy Ronis en 1981 por Le fil du hasard.
- August Sander en 1982 por Hommes du XXe siècle.
- François Hers en 1983 por Récits.
- Colección Photo Poche en 1984 por la propia colección.
- Jean-Claude Lemagny en 1985 por La photographie créative.
- Mission de la DATAR en 1986 por Paysages photographies.
- William A. Ewing en 1987 por Hoyninghem Huene, L'élegance des annñees 30.
- André Kertész en 1988 por Hologramme.
- Un Colectivo en 1989 por Splendeurs et misères du corps
- Elisabeth Foch en 1990 por Montagne des photographes.
- Irving Penn en 1991 por En passant.
- Michel-Séméniako en 1992 por Dieux de la nuit.
- Gille Mora y Walker Evans en 1993 por La soif du regard.
- Richard Avedon en 1994 por Evidence 1944-1994.
- Jean-Pierre Montier en 1995 por L'art sans art d'Henri Cartier-Bresson.
- Alain D'Hooghe en 1996 por Les trois grandes egytiennes y Marie Cécile Bruwier por Les pyramides de Giseh à travers l'histoire de la photographie.
- Christian Bouqueret en 1997 por Dès années folles aux années noires.
- Antologie de la Photographie en 1998 por Saint Léon.
- Michael Ackerman en 1999  por End Time City.
- Raymond Depardon en 2000 po Detours.
- Jean Gaumy en 2001 por Le livre des tempêtes a bord de l'abeille Flandre.
- Larry Burrows en 2002 por Vietnam.
- Bernard Guillot en 2003 por Le pavillion blanc.
- Philippe Bordas en 2004 por L’Afrique à poings nus.
- Larry Towell en 2005 por No Man's Land.
- Henri Cartier-Bresson en 2006 por Scrapbook.
- Gilles Mora en 2007 por La Photographie Americaine.
- Sarah Moon en 2008 por Sarah Moon 1 2 3 4 5.
- Centro Georges Pompidou en 2009 por La Subversion des Images - Photographie, surréalisme, film y una mención especial a Deborah Turbeville por Le passé imparfait, 1978‐1997.
- Jean Gaumy en 2010 por D’après nature y una mención especial a  Maxence Rifflet por Une route, un chemin.
- Jean-Christian Bourcart en 2011 por Camden.
- Marc Riboud en 2012 por Vers l’Orient.
- Mathieu Pernot (fotos) y Philippe Artières (textos) en 2013 por L'Asile des photographies.
- Laurent Millet en 2014 por Les Enfantillages pittoresques, editado por Filigranes y el Musée des beaux-arts d'Angers.[3]
- Bruno Boudjelal (fotografías) y François Cheval (textos) en 2015 (60 aniversario) por Algérie, clos comme on ferme un livre?  editado por e Bec en l’air.[4]
- Patrick Zachmann en 2016 por So Long, China[5]
- Geraldo de Barros en 2017 por Sobras[6]
- Paul Fusco, Rein Jelle Terpstra y Philippe Parreno en 2018 por The Train. 8 juin 1968. Le dernier voyage de Robert F. Kennedy, editado por Textuel[7]
- Miho Kajioka en 2019 por So it goes, editado por the(M)[8]
- Flore en 2020 por el libro L’odeur de la nuit était celle du jasmin editado por la Maison CF – Clémentine de la Féronnière.[9]
- Deanna Dikeman en 2021 por Leaving and Waving editado por Chose Commune[10]
- Celine Croze en 2022 por Siempre que editado por Lamaindonne[11]